# Segmentanzeige

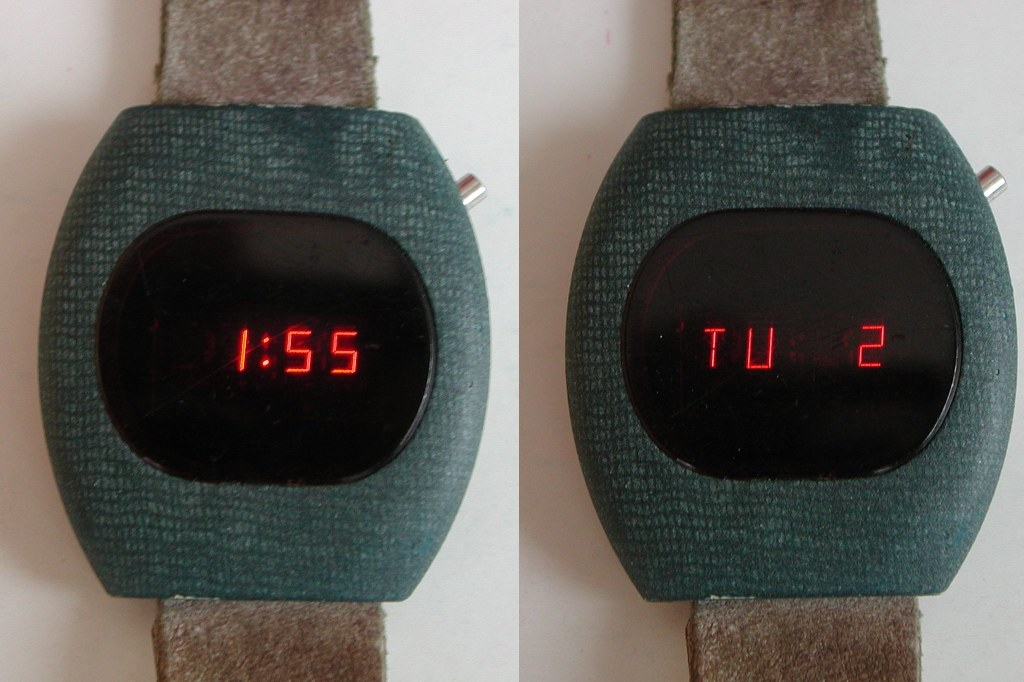
Digitaluhr von 1978 mit LED-Anzeige. Links Uhrzeit, rechts Tag/Datum

Eine Segmentanzeige ist in der Lage, durch elektronische oder elektromechanische Ansteuerung einzelner oder mehrerer ihrer Segmente Buchstaben, Zahlen oder Zeichen darzustellen. Es existieren viele verschiedene Arten von Segmentanzeigen, welche sich in der Anzahl und Anordnung ihrer Segmente unterscheiden. Die wichtigste ist die Siebensegmentanzeige, die z. B. in Digitaluhren oder Taschenrechnern zum Einsatz kommt und alle Ziffern von 0 bis 9 aus bis zu sieben einzelnen „Strichen“ zusammensetzt.
Eine Erweiterung dieser Segmentanzeige führt zur Vierzehnsegmentanzeige, bei der noch zusätzliche diagonale und vertikale Segmente enthalten sind. Selten wird diese auch als Sechzehnsegmentanzeige ausgeführt. Diese beiden Segmentanzeigen bieten den Vorteil, alle Großbuchstaben des lateinischen Alphabets und einige Sonderzeichen, wie zum Beispiel „+“ und „*“, gut abbilden zu können. Im Englischen werden diese Anzeigen wegen ihres Aussehens oft auch Starburst-Display, Union-Jack-Display oder British-Flag-Display genannt.
Andere Weiterentwicklungen haben zum Teil deutlich mehr Segmente, zum Beispiel 38, 88 oder 111 in der weit verbreiteten Geascript-Familie von BMG/MIS. Gerade die hohe Lesbarkeit sorgt dafür, dass sich diese Technik in bestimmten Nischen, wie etwa der Parkleittechnik, gegen Matrixanzeigen mit flexibleren Gestaltungsmöglichkeiten behaupten kann.

## Siebensegmentanzeige

Anordnung der Segmente a bis g

Eine Siebensegmentanzeige ist ein Anzeigeelement aus sieben separat schaltbaren, sichtbaren Balken, die in Form zweier übereinanderstehender, häufig quadratischer Rechtecke angeordnet sind. Normalerweise werden die Segmente mit den kleinen lateinischen Buchstaben a bis g bezeichnet, wobei oben begonnen, im Uhrzeigersinn fortgefahren und das mittlere Segment zuletzt benannt wird.
Sie wird überwiegend zur Darstellung der dezimalen Ziffern Null bis Neun verwendet, beispielsweise bei Taschenrechnern oder Digitaluhren, aber teilweise auch auf nicht-elektronischen Anzeigetafeln, bspw. für Lotto-Jackpots. Die Darstellung der Ziffern ist hier abstrahiert, also nicht ganz perfekt im Vergleich zur „normalen“ Schrift (besonders augenfällige Beispiele sind die Ziffern 4 und 7). Durch die hohe Verbreitung von Siebensegmentanzeigen fällt diese Abstrahierung im täglichen Leben kaum mehr auf.

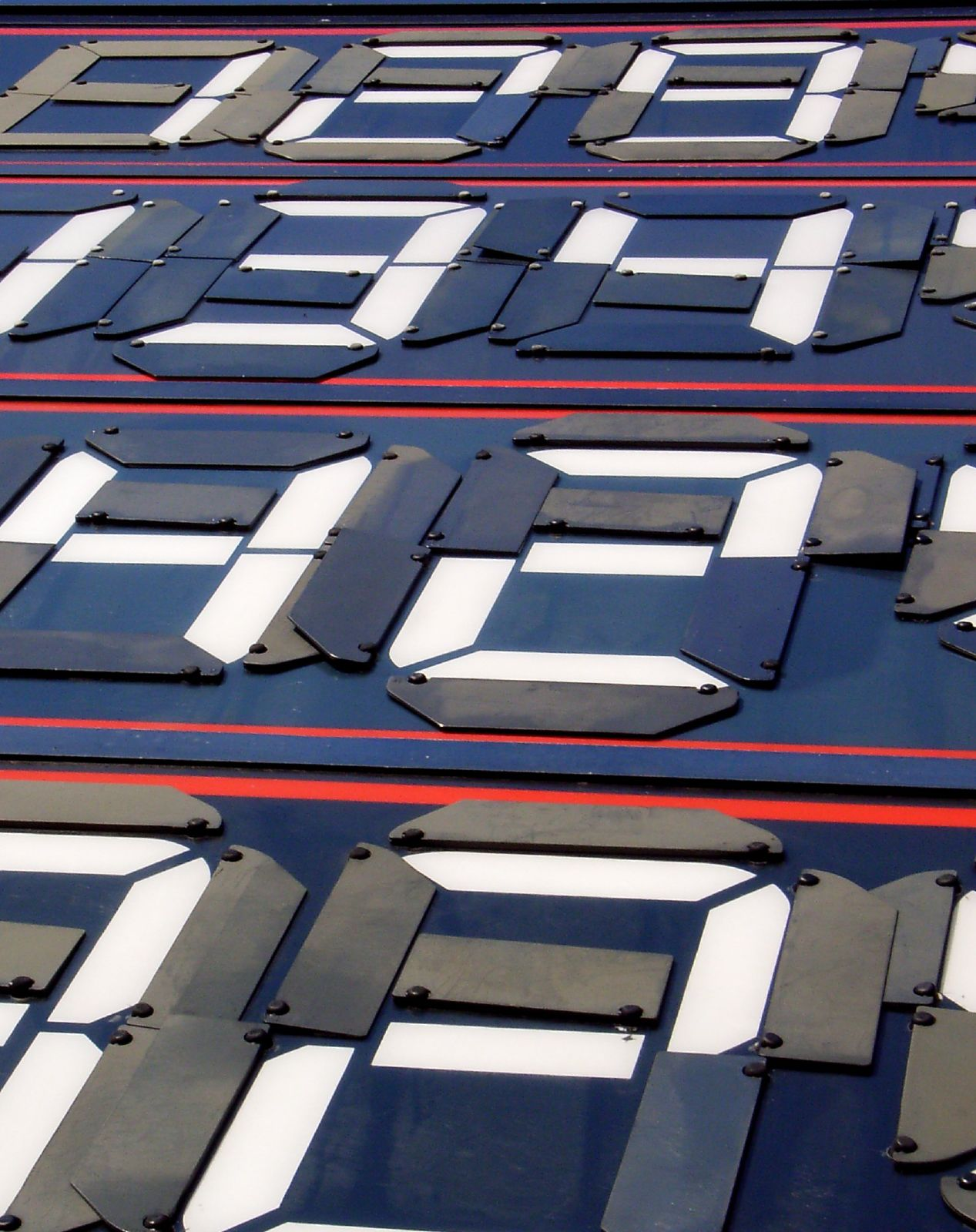
Tankstellenanzeige mit mechanisch angesteuerten oder manuell einstellbaren Ziffern

Zusätzlich ist rechts oder links der Ziffer oft noch ein Punkt als Kommazeichen integriert. Dieses spezielle Segment wird häufig als dp für decimal point bezeichnet.
Von einer 1⁄2-Ziffer spricht man, wenn nur die Segmente b und c und ein Pluszeichen integriert sind. Damit lassen sich dann 0 (= aus), die Zahl 1, sowie + und – darstellen, z. B. Anzeigen bis 1999.
Von einer 3⁄4-Ziffer spricht man, wenn die Zahlen 1, 2, 3 sowie aus angezeigt werden können, z. B. bei Anzeigen bis 3999.
Da die meisten Systeme heute mit einer Datenbreite von 8 Bit oder Vielfachem davon arbeiten, gibt es bei den meisten Anzeigeelementen noch ein achtes „Element“ in Form eines Punktes auf der Basislinie rechts neben dem Segment d (rechts, weil dort aufgrund der meistens kursiven Ausrichtung des Zeichens mehr Platz als links ist). Der Punkt wird über ein achtes Datenbit angesteuert und dient meistens als Dezimaltrennzeichen, wird aber je nach Bedarf auch ganz anders eingesetzt.

### Geschichte

Schema der Segmentanordnung von Frank W. Woods Anzeige, 1908

Bereits am 17. Juni 1908 ließ sich Frank W. Wood eine Achtsegmentanzeige patentieren, die ein zusätzliches Diagonalsegment zur Darstellung der Ziffer Vier enthielt (Patentnummer US 974,943, erteilt am 8. November 1910). Weitere Verbreitung fanden Segmentanzeigen erst in den 1960er Jahren mit dem Aufkommen der Fluoreszenz- und LED-Anzeigen. Vor dem Durchbruch der LED-Technik gab es in den 1970er Jahren Vorläufer in Form von Ziffernanzeigeröhren in Glühfaden-Technik – erst Numitrons in Röhrengehäusen, dann Minitrons (wie die späteren LED-Versionen) in Plastikgehäusen – oder als Gasentladungsröhre. Diese Variante ist allerdings deutlich seltener als die 7-Segmentanzeige.

### Darstellung
Mit den am häufigsten anzutreffenden 7-Segmentanzeigen lassen sich Buchstaben (lateinisch, griechisch, kyrillisch) nur eingeschränkt darstellen.
Die Darstellung von hexadezimalen Ziffern (0–9, A–F) ist allerdings durch die Verwendung von gemischten Klein- und Großbuchstaben gut möglich:
|            | 0 | 1 | 2 | 3 | 4 | 5 | 6 | 7 | 8 | 9 | A | B | C | D | E | F |
| 7-Segmente |   | 1 | 2 | 3 | 4 | 5 | 6 | 7 | 8 | 9 | A | B | C | d | E | F |

Nicht alle Buchstaben lassen sich mit 7 Segmenten darstellen oder sind mit Ziffern zu verwechseln. Die 9-Segment-Anzeigen (mit mehreren Optionen der Anordnung der diagonalen Striche) erlauben mehr Buchstaben und oft besser lesbare Darstellungen und auch einige weitere Sonderzeichen.
Zeichen mit Diakritikum wie die deutschen Umlaute ‹Ä›, ‹Ö› und ‹Ü› bereiten Probleme; wobei ‹ö› und ‹ü› darstellbar sind.
|            | A | a | b | C | c | d | E | e | F | f | G | g | H | h | I | i | J | j | K | k | L | l | M | m | N | n | O | o | P | p | Q | q | R | r | S | s | T | t | U | u | V | v | W | w | X | x | Y | y | Z | z | ä | ö | ü |
| 7-Segmente | A |   | b | C | c | d | E |   | F |   | G |   | H | h | I | i | J | j |   |   | L | l |   |   |   | n | O | o | P |   |   | q |   | r | S |   |   | t | U | u |   |   |   |   |   |   | Y |   |   |   |   | ö | ü |
| 9-Segmente | A |   |   | C | c |   | E | e | F |   | G | g | H | h |   |   | J |   | K |   | L |   |   |   |   | n | O | o |   |   |   |   | R | r | S |   |   | t | U | u | V | v |   |   |   |   |   |   |   | z |   |   |   |

|            | 0 | 1 | 2 | 3 | 4 | 5 | 6 | 7 | 8 | 9 | - | _ | " | ' | = | < | ´ | [ | ] |
| 7-Segmente |   | 1 | 2 | 3 | 4 | 5 | 6 | 7 | 8 | 9 | - | _ | " | ' | = | < | ´ | [ | ] |
| 9-Segmente |   | 1 | 2 | 3 | 4 | 5 | 6 | 7 | 8 | 9 | - | _ | " | ' | = | < | ´ |   |   |

Für einige Ziffern gibt es Varianten mit einem Segment mehr oder weniger: In sicherheitskritischen Bereichen ist ein Design sinnvoll, in dem der Ausfall eines beliebigen Segments nicht dazu führt, dass eine Ziffer aussieht wie eine andere (z. B. ‹9› oder ‹6› zu ‹5›), sondern der Defekt bemerkt wird. Daneben können auch Präferenzen aus der lokal üblichen Handschrift entscheidend sein.

#### Beispiele
Bei einigen CD-Spielern erfolgen Statusinformationen über eine Siebensegmentanzeige:
| Hello   | H · E · L · L · O     |
| Open    | O · P/p · E · N       |
| Close   | C · L · O · S · E     |
| Play    | P/p · L · A · Y/y     |
| Load    | L · O · A · d         |
| No Disc | N · O · d · I · S · C |
| –OFF–   | - · O · F/f · F/f · - |

### Ansteuerung

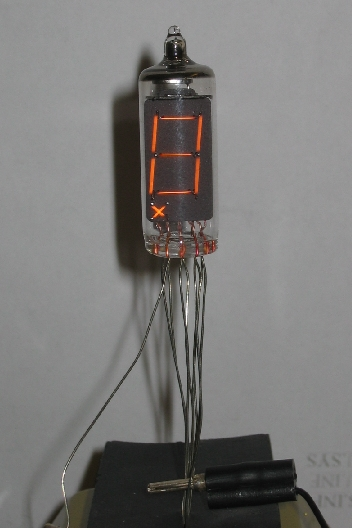
Sieben-Segment-Numitron-Röhre. Jedes Segment besteht aus einem glühenden Glühlampenfaden – eine der ersten Siebensegmentanzeigen.

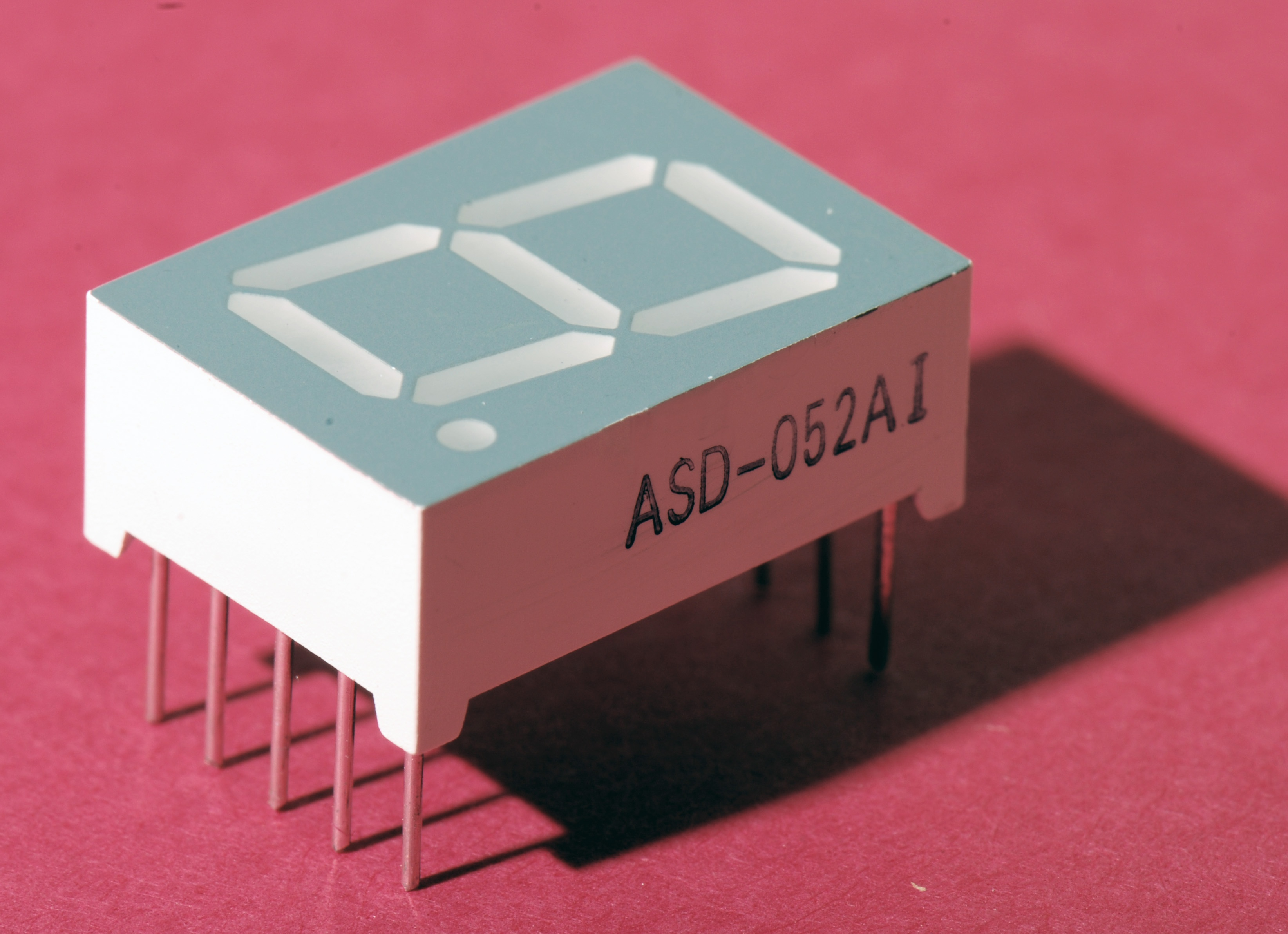
LED-Siebensegmentanzeige

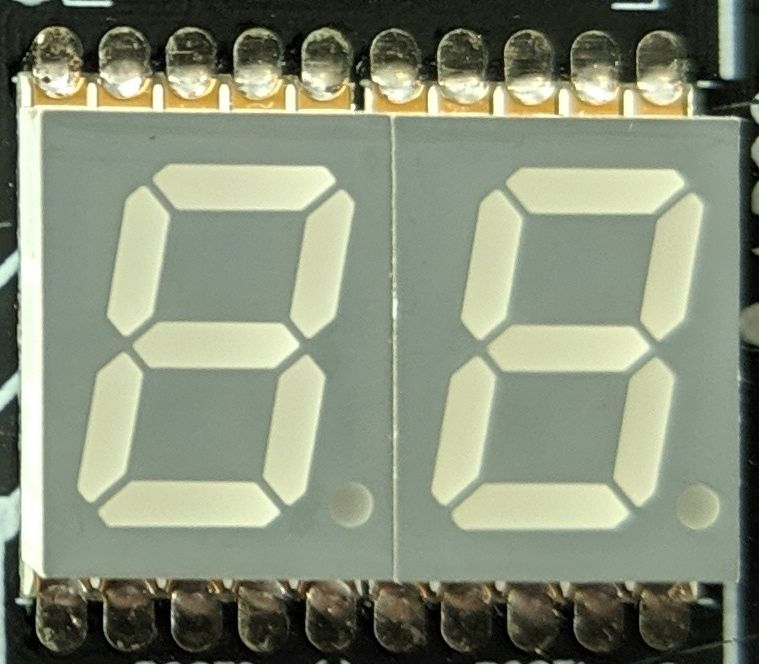
Zwei LED-Siebensegmentanzeige (SMD)

Die Segmente werden heute meist aus Leuchtdioden (LEDs) oder Flüssig-Kristallanzeigen (LCDs) gebildet. Bei sehr großformatigen Anzeigen sind auch Leuchtstoffröhren zur Bildung der Segmente im Einsatz. Bei LEDs gibt es einstellige Anzeigen, die sich technisch wie Matrixanzeigen durch gemeinsame Anode oder gemeinsame Kathode unterschieden. Der Dezimalpunkt wird teils dezidiert angesteuert.

#### Siebensegment-Decoder
Zur Ansteuerung von Siebensegmentanzeigen aus LEDs oder LCDs werden meist integrierte Siebensegment-Decoder-Schaltungen (ICs) verwendet, welche binär codierte Zahlen (4 bit) auf sieben Bit zur Ansteuerung der sieben Segmente umcodieren. In diskret aufgebauten Uhren der 1970er Jahre kommen bei TTL- und CMOS-Bausteinen der Baureihen 74xx und 40xx diverser Hersteller, meist die Typen mit den Endziffern 46…49, 247 oder 4511 zum Einsatz. Dies sind BCD-Decoder, die vom Prinzip Demultiplexer gefolgt von mit weiteren Nicht-Gattern und Und-Gattern umkodierte Multiplexer und integriertem Ausgangstreiber sind. Je nach Baustein wurden TTL-Ausgangstreiber bis zu 30 Volt offener Kollektor benutzt. Bei CMOS-Ausgängen wird deren Kurzschlussfestigkeit genutzt und kleine LEDs oft ohne weitere Bauteile angesteuert. Einige der Schaltkreise bieten zudem die Funktion „Lampentest“, bei der alle Ausgänge aktiviert werden. Eine Dunkeltastung per Deaktivierung des Bausteins oder dessen Ausgänge ist auf einen weiteren Anschluss gelegt.

#### Zeitmultiplexverfahren und Schieberegister
Zahlen aus mehreren Ziffern können mit Hilfe des Zeitmultiplexverfahrens angesteuert werden, wodurch nicht für jede Ziffer ein weiterer Decoderschaltkreis erforderlich ist. Nachteilig ist dabei das Flimmern der Anzeige bei niedrigen Frequenzen und die teils verringerte Helligkeit der Anzeige, da diese nicht permanent angesteuert wird. Ein weiteres Verfahren ist die Ansteuerung über Schieberegister, die dem Prozessor und 2 bis 3 Anschlüsse zur Ansteuerung der Anzeige abfordert und Kabelbäume dünn hält.
Seit den 1990er Jahren ersetzt teilweise ein programmierbarer Mikrocontroller die vorher in großer Zahl erforderlichen ICs bei kleineren Anzeigen, wobei jedoch mit einem BCD-zu-7-Segment-Decoder die Anzahl der nötigen I/O-Anschlüsse am Microcontroller verringert werden kann. Bei größeren LED-Anzeigen sind Treiberstufen nachgeschaltet, da die Ausgänge der Mikrocontroller nicht genug Strom aufbringen können.

#### Ansteuerung mehrerer Anzeigen mit Mikrocontrollern

Veranschaulichung einer 7-Segment-Anzeige mit synchronem Segment-Multiplexing

Während die Anzeige mehrerer Ziffern mit Zähler-ICs recht unproblematisch ist, wird beim Einsatz von Mikrocontrollern die Zahl der nötigen I/O-Anschlüsse kritisch. So hat z. B. eine Digitaluhr (ohne Sekundenanzeige) 28 Leuchtdioden (bzw. 27, da die Zehner-Stundenziffer ein Segment nicht benötigt). Auch beim Einsatz von Treiber-ICs ist die Anzahl mit 16 recht hoch.
Abhilfe wird geschaffen, indem der gemeinsame Anschluss einer Ziffer nicht dauerhaft mit der Versorgungsspannung verbunden wird, sondern die Ziffern nacheinander angesteuert werden. Dann können die sieben getrennten Anschlüsse von allen Ziffern zusammengefasst werden. Dadurch werden für {\displaystyle n} Ziffern {\displaystyle 7+n} I/O-Anschlüsse benötigt, also für eine 4-ziffrige Digitaluhr z. B. 11 Anschlüsse (siehe Multiplexer).
Damit wird eine geringere Helligkeit erreicht, was ggf. durch kleinere Vorwiderstände kompensiert werden kann. Allerdings kann das bei Softwarefehlern zur Beschädigung der Anzeige führen.
Auch führt diese Methode zu einem sichtbaren Flackern, wenn die Anzeige mit Fernsehkameras gefilmt wird (ähnlich wie beim Filmen von Bildschirmen).
Eine bessere, jedoch aufwändigere Methode ist es, jeder Ziffer ein Treiber-IC mit eingebautem Register (z. B. 4511) vorzuschalten. Der Mikrocontroller kann dann über den Speicher-Eingang die zu ändernde Ziffer auswählen und wie beschrieben über verbundene Datenleitungen diese ändern.

#### Logiktabelle
Angenommen, eine 7-Segment-Anzeige besitzt vier digitale Eingänge zur Ansteuerung. Dann ergibt sich zur Zifferndarstellung folgende Belegung der Eingänge (x3, x2, x1, x0) für die sieben Segmente (a, b, c, d, e, f, g):

Alle 128 möglichen Kombinationen einer Siebensegmentanzeige

| Wert | x3 | x2 | x1 | x0 | Zeichen | a | b | c | d | e | f | g |
| ---- | -- | -- | -- | -- | ------- | - | - | - | - | - | - | - |
| 0    | 0  | 0  | 0  | 0  |         | 1 | 1 | 1 | 1 | 1 | 1 | 0 |
| 1    | 0  | 0  | 0  | 1  | 1       | 0 | 1 | 1 | 0 | 0 | 0 | 0 |
| 2    | 0  | 0  | 1  | 0  | 2       | 1 | 1 | 0 | 1 | 1 | 0 | 1 |
| 3    | 0  | 0  | 1  | 1  | 3       | 1 | 1 | 1 | 1 | 0 | 0 | 1 |
| 4    | 0  | 1  | 0  | 0  | 4       | 0 | 1 | 1 | 0 | 0 | 1 | 1 |
| 5    | 0  | 1  | 0  | 1  | 5       | 1 | 0 | 1 | 1 | 0 | 1 | 1 |
| 6    | 0  | 1  | 1  | 0  | 6       | 1 | 0 | 1 | 1 | 1 | 1 | 1 |
| 7    | 0  | 1  | 1  | 1  | 7       | 1 | 1 | 1 | 0 | 0 | 0 | 0 |
| 8    | 1  | 0  | 0  | 0  | 8       | 1 | 1 | 1 | 1 | 1 | 1 | 1 |
| 9    | 1  | 0  | 0  | 1  | 9       | 1 | 1 | 1 | 1 | 0 | 1 | 1 |
| 10   | 1  | 0  | 1  | 0  | A       | 1 | 1 | 1 | 0 | 1 | 1 | 1 |
| 11   | 1  | 0  | 1  | 1  | B       | 0 | 0 | 1 | 1 | 1 | 1 | 1 |
| 12   | 1  | 1  | 0  | 0  | C       | 1 | 0 | 0 | 1 | 1 | 1 | 0 |
| 13   | 1  | 1  | 0  | 1  | D       | 0 | 1 | 1 | 1 | 1 | 0 | 1 |
| 14   | 1  | 1  | 1  | 0  | E       | 1 | 0 | 0 | 1 | 1 | 1 | 1 |
| 15   | 1  | 1  | 1  | 1  | F       | 1 | 0 | 0 | 0 | 1 | 1 | 1 |

#### Schaltfunktionen für die Segmente
Folgende Schaltfunktionen in Disjunktiver Normalform (DNF) ergeben sich aus obiger Logiktabelle:
- {\displaystyle a=x_{3}{\bar {x_{2}}}{\bar {x_{1}}}+{\bar {x_{3}}}x_{2}x_{0}+{\bar {x_{2}}}{\bar {x_{0}}}+x_{3}{\bar {x_{0}}}+{\bar {x_{3}}}x_{1}+x_{2}x_{1}}
- {\displaystyle b={\bar {x_{3}}}{\bar {x_{1}}}{\bar {x_{0}}}+x_{3}{\bar {x_{1}}}x_{0}+{\bar {x_{3}}}x_{1}x_{0}+{\bar {x_{2}}}{\bar {x_{0}}}+{\bar {x_{3}}}{\bar {x_{2}}}}
- {\displaystyle c={\bar {x_{3}}}{\bar {x_{1}}}+x_{3}{\bar {x_{2}}}+{\bar {x_{3}}}x_{2}+{\bar {x_{1}}}x_{0}+{\bar {x_{3}}}x_{0}}
- {\displaystyle d={\bar {x_{3}}}{\bar {x_{2}}}{\bar {x_{0}}}+{\bar {x_{2}}}x_{1}x_{0}+x_{2}x_{1}{\bar {x_{0}}}+x_{2}{\bar {x_{1}}}x_{0}+x_{3}{\bar {x_{1}}}}
- {\displaystyle e=x_{1}{\bar {x_{0}}}+x_{3}x_{1}+x_{3}x_{2}+{\bar {x_{2}}}{\bar {x_{0}}}}
- {\displaystyle f={\bar {x_{3}}}x_{2}{\bar {x_{1}}}+{\bar {x_{1}}}{\bar {x_{0}}}+x_{3}{\bar {x_{2}}}+x_{2}{\bar {x_{0}}}+x_{3}x_{1}}
- {\displaystyle g={\bar {x_{3}}}x_{2}{\bar {x_{1}}}+x_{3}{\bar {x_{2}}}+x_{1}{\bar {x_{0}}}+{\bar {x_{2}}}x_{1}+x_{3}x_{0}}

Beschränkt man sich auf die Dezimalziffern, so vereinfachen sich die Funktionen zu:
- {\displaystyle a=x_{1}+x_{2}x_{0}+x_{3}+{\bar {x_{2}}}{\bar {x_{0}}}}
- {\displaystyle b={\bar {x_{2}}}+{\bar {x_{1}}}{\bar {x_{0}}}+x_{1}x_{0}}
- {\displaystyle c=x_{0}+{\bar {x_{1}}}+x_{2}}
- {\displaystyle d=x_{3}+{\bar {x_{2}}}x_{1}+x_{1}{\bar {x_{0}}}+x_{2}{\bar {x_{1}}}x_{0}+{\bar {x_{2}}}{\bar {x_{0}}}}
- {\displaystyle e={\bar {x_{2}}}{\bar {x_{0}}}+x_{1}{\bar {x_{0}}}}
- {\displaystyle f=x_{3}+x_{2}{\bar {x_{1}}}+{\bar {x_{1}}}{\bar {x_{0}}}+x_{2}{\bar {x_{0}}}}
- {\displaystyle g=x_{3}+x_{1}{\bar {x_{0}}}+{\bar {x_{2}}}x_{1}+x_{2}{\bar {x_{1}}}}

Siebensegment-Treiberbausteine, die nur die Dezimalziffern 0 bis 9 anzeigen können, enthalten nur die im letzten Abschnitt dargestellten logischen Funktionen und zeigen unsinnige Zeichen an, wenn die Hexadezimalwerte A bis F am Eingang anliegen.

## Achtsegmentanzeige

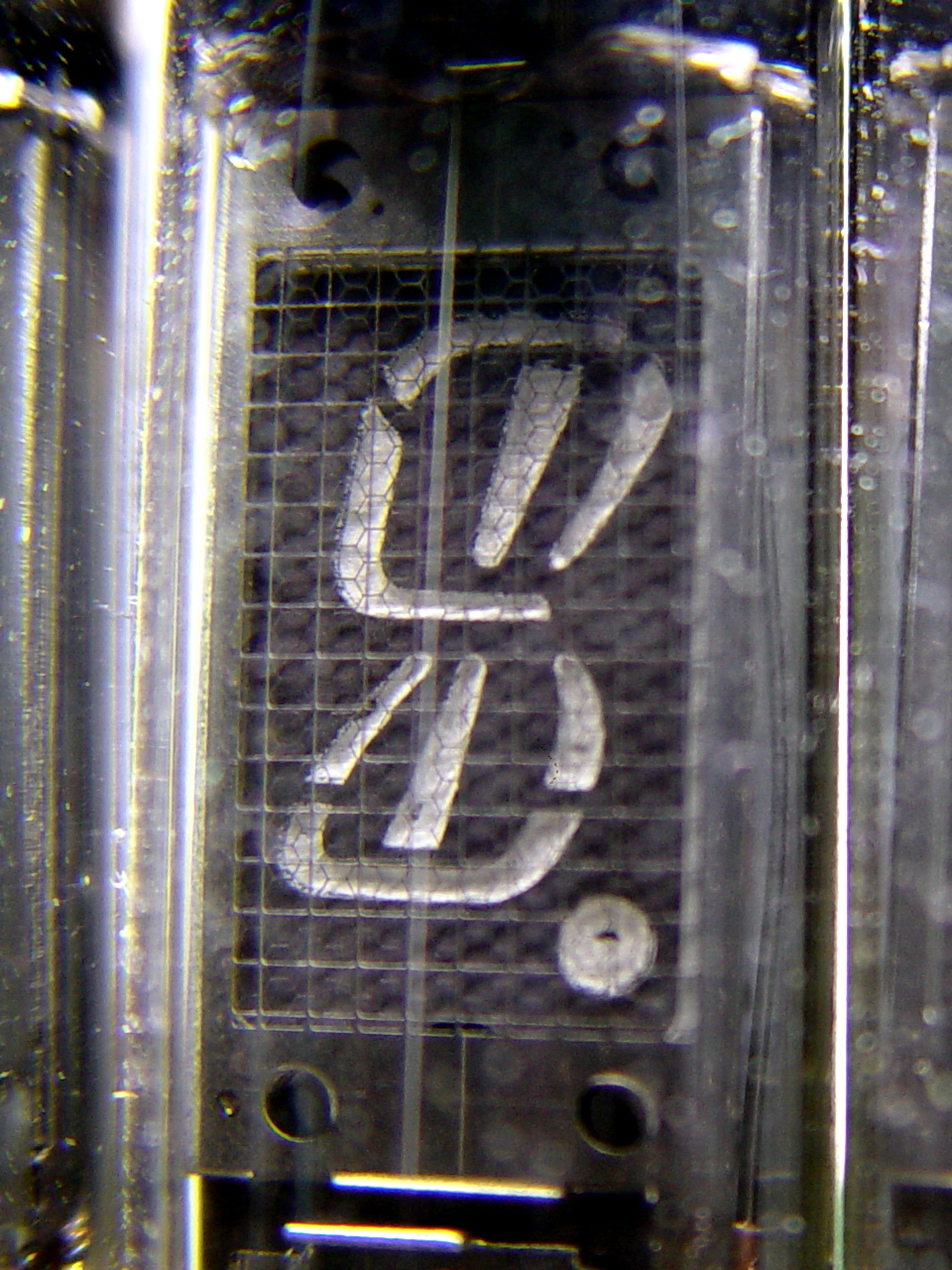
Achtsegmentanzeige des Sharp EL-8

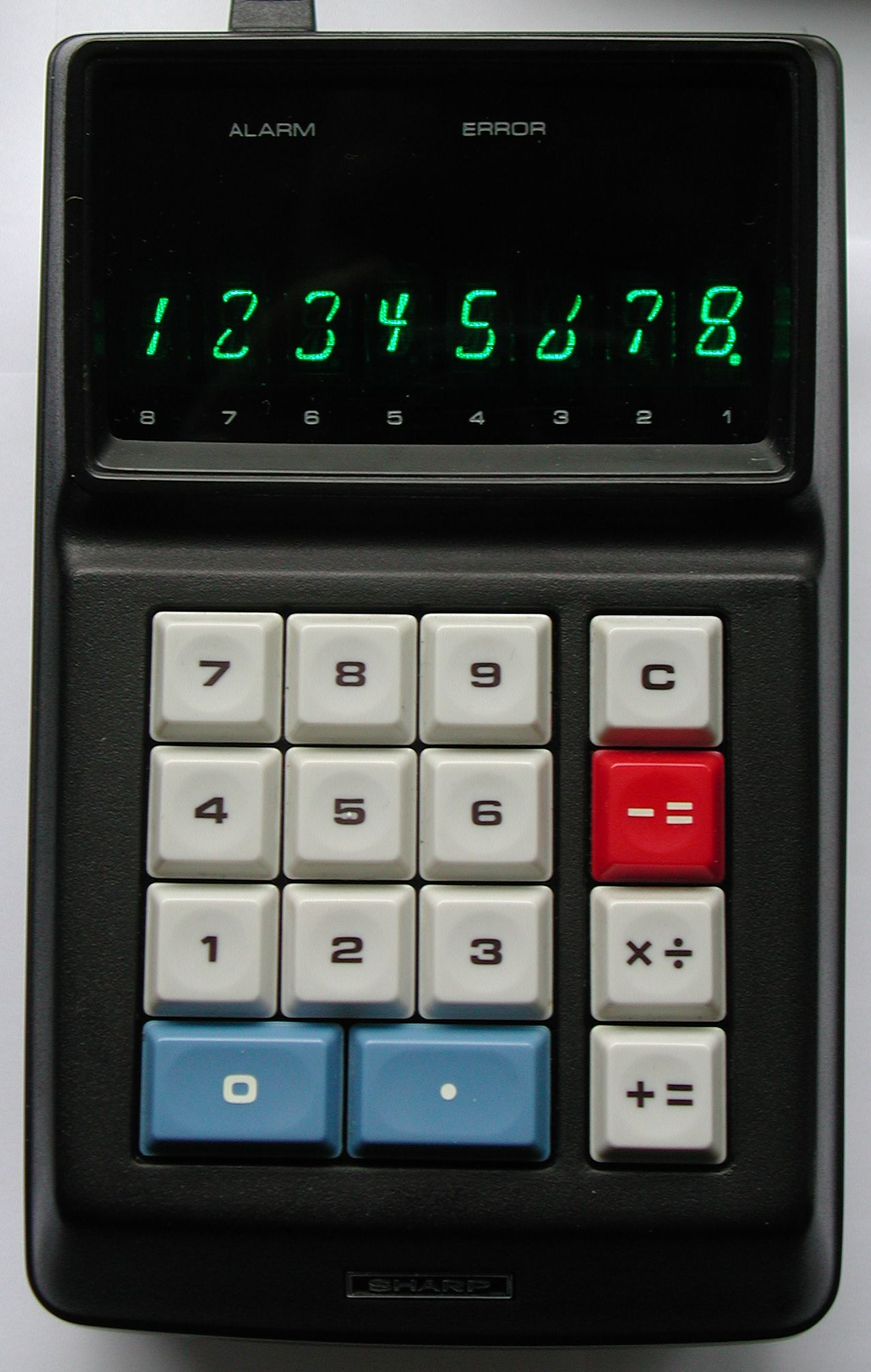
Sharp EL-8 von 1971

Eine Zeit lang kamen auch Achtsegmentanzeigen zum Einsatz, die eine rundere Zahlendarstellung erlaubten. Diese wurden unter anderem in den Digitron-Röhren des Taschenrechners Sharp EL-8 eingesetzt.

## Neunsegmentanzeige

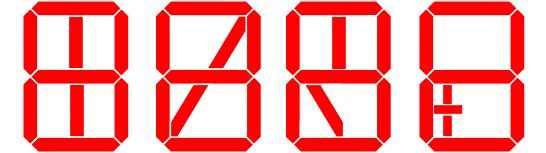
Verschiedene Neunsegmentanzeigen

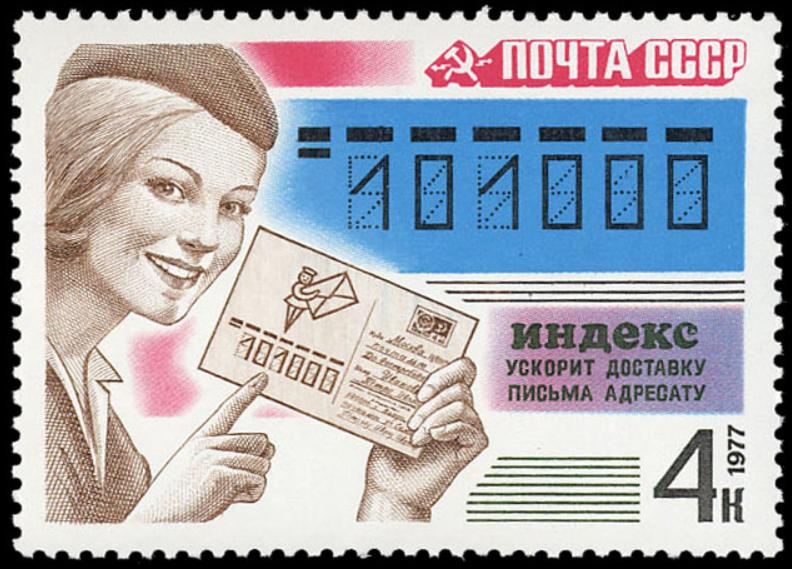
Eine Briefmarke mit dem Muster zum Schreiben der Postleitzahl

Seltener sind Neun- bzw. Elfsegmentanzeigen. Mit diesen können auch Buchstaben besser dargestellt werden. Seit ca. Ende der 1970er Jahre wurden sie eingesetzt, beispielsweise in Schachcomputern wie den Chess Champion MK I von Skat Champion. Dabei befinden sich zusätzlich zwei vertikale Segmente in der Mitte, zuzüglich zweier Dezimalpunkte (links oben und rechts unten).
Ferner existieren weitere Varianten mit diagonalen Segmenten, insbesondere um das kyrillische И sowie die Ziffern 1, 3 und 7 besser darstellen zu können, sowie weitere Varianten mit Sonderzeichen, oder zur Darstellung der russischen Postleitzahlen .

## Vierzehnsegmentanzeige

Vierzehnsegmentanzeige

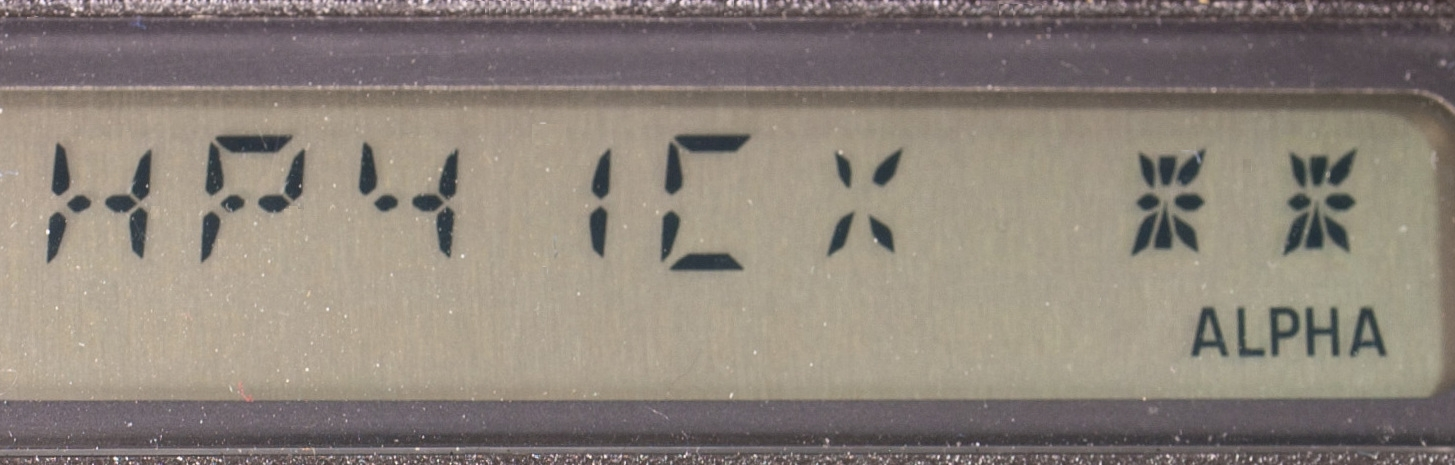
Die Taschenrechnermodelle HP-41C bis HP-41CX (ab 1979) boten als erste Geräte dieser Art eine alphanumerische, stromsparende LCD-Anzeige mit Vierzehnsegmentanzeige.

Die Vierzehnsegmentanzeige dient vor allem der Darstellung aller Großbuchstaben des lateinischen Alphabets. Kleine Buchstaben kann sie nur eingeschränkt darstellen. Zu acht sind Vierzehnsegmentanzeigen zur Darstellung von RDS in Radios weit verbreitet.
Das mittlere horizontale Element der Siebensegmentanzeige wird dazu in zwei Teilsegmente, g1 und g2, geteilt. Die beiden zusätzlichen senkrechten Segmente in der horizontalen Mitte sowie die diagonalen Elemente zwischen Ecken und Mitte werden von oben-links nach unten-rechts mit h bis m bezeichnet.

## Sechzehnsegmentanzeige

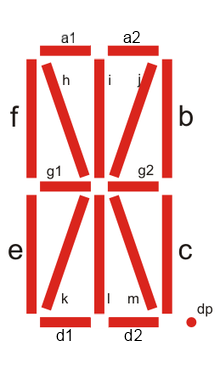
Sechzehnsegmentanzeige

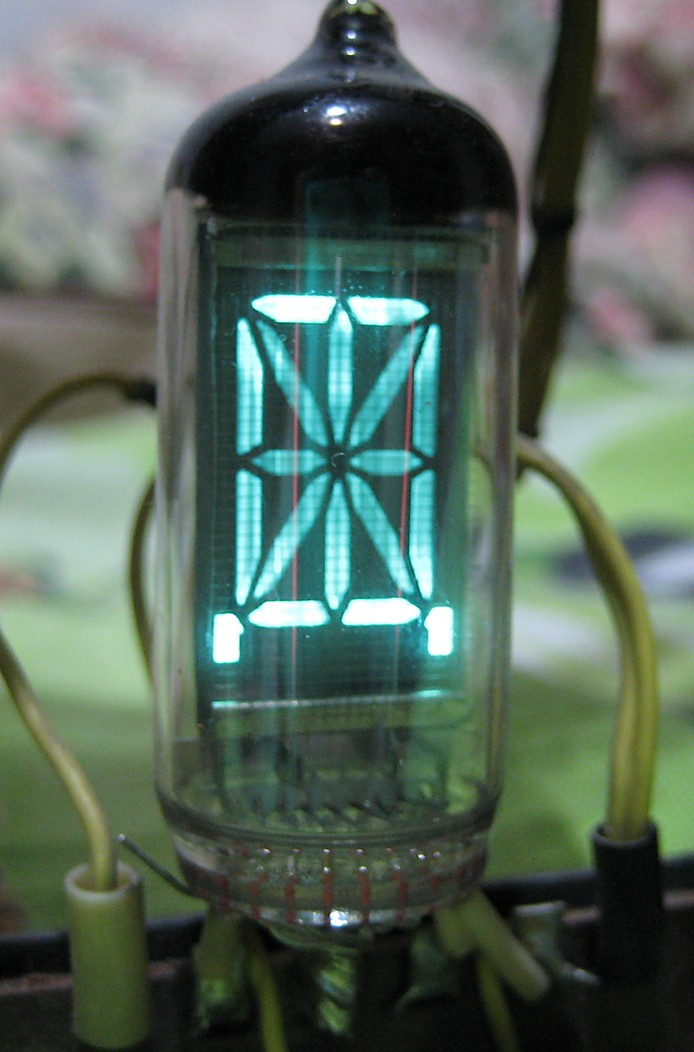
Sechzehnsegmentanzeige

Mit dieser Anzeige kann man noch weitere Zeichen und Symbole anzeigen, z. B. das %-Zeichen.
Ergänzend zur Anzeige mit 14 Segmenten werden auch das obere und untere horizontale Segment geteilt in a1 und a2 sowie d1 und d2.
Auch der Punkt (als Satzzeichen, Dezimal- oder Tausendertrennzeichen) lässt sich mit der Sechzehnsegmentanzeige brauchbar darstellen, indem nur das Segment d1 angesteuert wird. Ein separates dp-Segment ist somit nicht unbedingt erforderlich.